# John Seale
John Clement Seale (Warwick, 5 oktober 1942) is een Australisch cameraman en winnaar van een Oscar voor beste camerawerk met de film The English Patient in 1997.
Seale is geboren in Warwick in de Australische staat Queensland. Hij is lid van de Australian Cinematophers Society en de American Society of Cinematographers. Seale grote doorbraak als cameraman was in 1985 met de film Witness. Met deze film ontving hij zijn eerste Oscar-nominatie. In 1991 maakte hij eenmalig een uitstapje als filmregisseur met de lowbudgetfilm Till There Was You. Grote successen behaalde hij met de films Harry Potter en de Steen der Wijzen en Rain Man. In 2002 werd hij onderscheiden met een A.M. (Orde van Australië) voor zijn diensten als Australische en internationaal geprezen cameraman. In 2012 schoot hij met zijn pensioenleeftijd nog plaatjes voor de film Mad Max: Fury Road. Met de opnames van deze post-apocalyptische actiefilm reed hij met 80 kilometer per uur door de woestijn. Met Mad Max: Fury Road ontving hij in 2016 ook nog Oscar-nominatie. Seale won in totaal 30 prijzen en ontving 44 nominaties.

## Filmografie
- 1976: Deathcheaters
- 1980: Fatty Finn
- 1981: The Survivor
- 1981: Doctors & Nurses
- 1982: Ginger Meggs
- 1982: Fighting Back
- 1983: Goodbye Paradise
- 1983: Careful, He Might Hear You
- 1983: BMX Bandits
- 1984: Silver City
- 1985: Witness
- 1985: The Hitcher
- 1986: Children of a Lesser God
- 1986: The Mosquito Coast
- 1987: Stakeout
- 1988: Gorillas in the Mist
- 1988: Rain Man
- 1989: Dead Poets Society
- 1991: The Doctor
- 1992: Lorenzo's Oil
- 1993: The Firm
- 1994: The Paper
- 1995: Beyond Rangoon
- 1995: The American President
- 1996: The English Patient
- 1996: Ghosts of Mississippi
- 1998: City of Angels
- 1999: At First Sight
- 1999: The Talented Mr. Ripley
- 2000: The Perfect Storm
- 2001: Harry Potter en de Steen der Wijzen
- 2003: Dreamcatcher
- 2003: Cold Mountain
- 2004: Spanglish
- 2006: Poseidon
- 2010: Prince of Persia: The Sands of Time
- 2010: The Tourist
- 2015: Mad Max: Fury Road

## Academy Award-nominaties
- 1986: Witness
- 1989: Rain Man
- 1997: The English Patient (gewonnen)
- 2004: Cold Mountain
- 2016: Mad Max: Fury Road